# 韋伯斯特縣 (密蘇里州)
韋伯斯特縣（英語：Webster County）是美国密蘇里州南部的一個縣。面積1,538平方公里。根據2010年美國人口普查，共有人口36,202人。縣治馬什菲爾德。該縣成立於1855年3月3日。本縣紀念曾兩任美国国务卿的丹尼尔·韦伯斯特（Daniel Webster）。